# Begonia azuensis
Espèce
Begonia azuensis est une espèce de plantes de la famille des Begoniaceae.
L'espèce fait partie de la section Begonia.
Elle a été décrite en 1930 par Ignaz Urban (1848-1931) et Erik Leonard Ekman (1883-1931).

## Répartition géographique
Cette espèce est originaire du pays suivant : République Dominicaine.